# امیرت ال حجاج
امیرت ال حجاج یک منطقهٔ مسکونی در تونس است که در استان منستیر واقع شده‌است.